# Антоний (архиепископ Новгородский)
Архиепископ Антоний (в миру Добрыня Ядрейкович; ум. 8 октября 1232) — архиепископ Новгородский (1210—1218, 1226—1228, 1228—1229), епископ Перемышльский (1220—1225), известен своим описанием паломничества в Константинополь — «Книга Паломник». Почитается Русской православной церковью в лике святителей, память совершается (по юлианскому календарю): 8 октября (день смерти), 10 февраля (Собор святителей Новгородских) и во 2-ю Неделю (воскресение) по Пятидесятнице (Собор Новгородских святых).

## Жизнеописание
Возможно, был сыном новгородского воеводы Ядрея, погибшего в походе на Югру в 1194 году.

Упоминается впервые в Новгородской первой летописи под 1211 годом: 
…пришѣл, прѣже изгнания Митрофаня архиепископа, Добрына Ядрѣиковиць изъ Цесаряграда и привезѣ съ собою гробъ Господень, а самъ пострижеся на Хутинѣ у святого Спаса; и волею Божиею възлюби и князь Мьстислав и вси новгородьци, и послаша и въ Русь ставитъся; и приде поставленъ архиепископъ Антонии

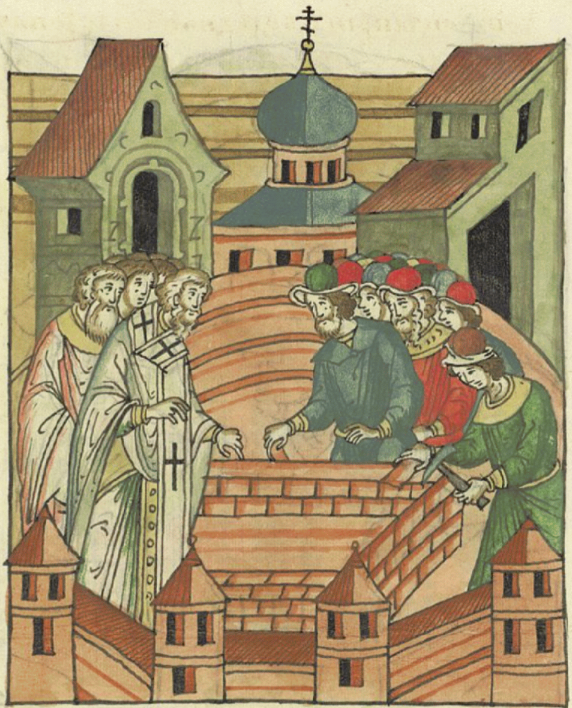
Епископ Антоний закладывает церковь в Новгороде

Основное известие приведённого летописного текста — поставление Добрыни архиепископом, прочая информация носит чисто поясняющий характер, поэтому нельзя утверждать, что все перечисленные события относятся к одному и тому же году. Таким образом, точно неизвестно, когда именно вернулся Добрыня из Константинополя и сколько времени провёл он в Хутынском монастыре. По сообщению позднего источника — проложного жития святителя Антония — после пострига Добрыни сам преподобный Варлаам Хутынский, основатель монастыря, успел передать ему игуменство. Однако данное известие считается «не вполне надёжным».

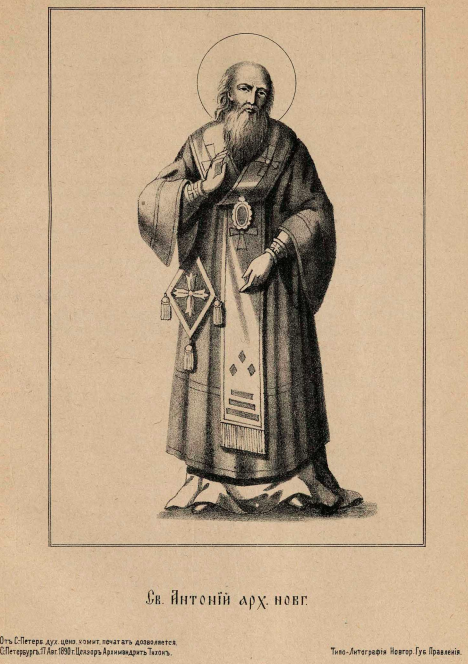
Архиепископ новгородский Антоний, литография, 1890 г.

По версии историка А. Ю. Карпова, в январе 1210 года сторонниками князя Мстислава Мстиславича новгородский архиепископ Митрофан был изгнан с кафедры, и на его место возведён Антоний. Его направили в Киев к митрополиту Матфею, который утвердил выбор князя и рукоположил Антония во епископа. В 1218 году, после того как князь Мстислав Мстиславич окончательно покинул Новгород и отправился отвоёвывать Галич, горожане сместили Антония с его кафедры и вернули архиепископа Митрофана:
новгородьци же въведоша архиепископа Митрофана въ дворъ опять на столъ, а къ Онтонию послаша: «поиди, кде ти любо».
Двух епископов направили в Киев, чтобы митрополит Матфей выбрал одного из них. В 1219 (1220) году митрополит назначил Митрофона архиепископом Новгородским, а Антония возвёл на Перемышльскую кафедру. Предполагается, что Антоний был первым перемышльским архиереем, и само появление этой новой кафедры связывают с влиянием утвердившегося в Галиче Мстислава Мстиславича, в чьём владении находился и Перемышль.
Архиепископ Митрофан скончался в 1223 году. Его преемник Арсений не был рукоположён во епископа. Согласно Киево-Печерскому патерику, новгородская кафедра, несмотря на пребывание Антония в Перемышле, считалась «Антониевым местом». В 1225 году Перемышль заняли венгры, и Антоний оставил свою кафедру. Согласно известию Новгородской первой летописи под 1225 годом:
Приде архиепископъ Антонии ис Перемышля въ Новгородъ и сѣде на своемь столѣ, и ради быша новгородьци своему владыцѣ
Весной 1228 года Антоний оставил кафедру и удалился в Хутынский монастырь. Причиной этого стала его болезнь, начавшаяся 17 марта («на святого Ольксия»). Святитель полностью онемел и уже не мог управлять епархией.
Начавшиеся осенью того же года беспорядки в Новгороде прервали покой Антония:
заутра въвѣдоша опять Антония архиепископа и посадиша с нимь 2 мужа: Якуна Моисѣевиця, Микифора щитник.
Однако попытка организовать управление Новгородской епархией посредством этих двух назначенных Антонию помощников не удалась. В 1229 году новым новгородским архиепископом по жребию был выбран Спиридон, а Антоний вновь удалился в Хутынский монастырь на покой.
Скончался 8 октября 1232 года и был похоронен в Мартириевой паперти Святой Софии Новгородской.

## Паломничество в Константинополь

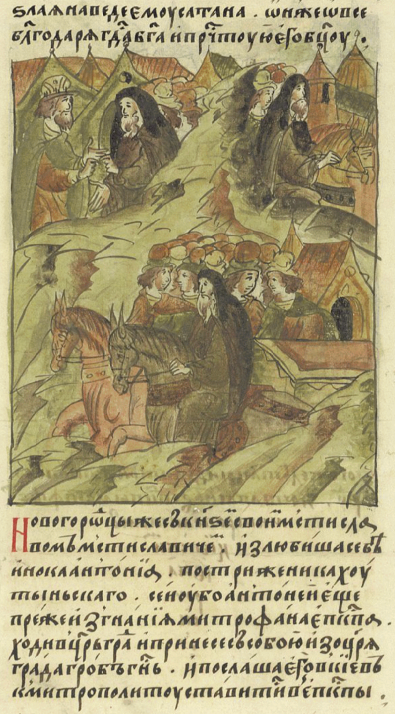
Паломничество Антония Новгородского

Антоний дважды, ещё до своего монашеского пострига, совершал паломничество в Константинополь — в 1200 и около 1208/9 года). Изначально, после смерти своего отца, он решил посетить Святую землю. Проходя через Галицко-Волынское княжество, он встретился с князем Романом Мистиславовичем и в составе его посольства отправился в Константинополь. Прожив в столице Византии несколько лет, он после его захвата крестоносцами в 1204 году покинул Константинополь и вернулся на Русь, так и не посетив Иерусалим.
Из своего паломничества он привёз в Новгород ряд святынь: ризы Феодора Стратилата, мощи Власия Севастийского, часть камня от гроба Иоанна Богослова, частицу Животворящего Креста, меру «гроба Господня» и мощи великомученицы Варвары. Частицу Животворящего Древа Антоний поместил в большой воздвизальный крест Софии Новгородской. Он украшен надписью «Господи, помози рабу Своему Антону, архи[епископ]у Новгородьскуму, давшюму […] крьстъ [Святои Со]фии».

### «Книга Паломник»
На основе впечатлений от своего паломничества Добрыня Ядрейкович написал сочинение, озаглавленное «Книга Паломник» и относящееся к популярному в его время жанру «Хождений». В рукописных сборниках «Книга Паломник» нередко соседствует со знаменитым «Хождением» Даниила игумена.

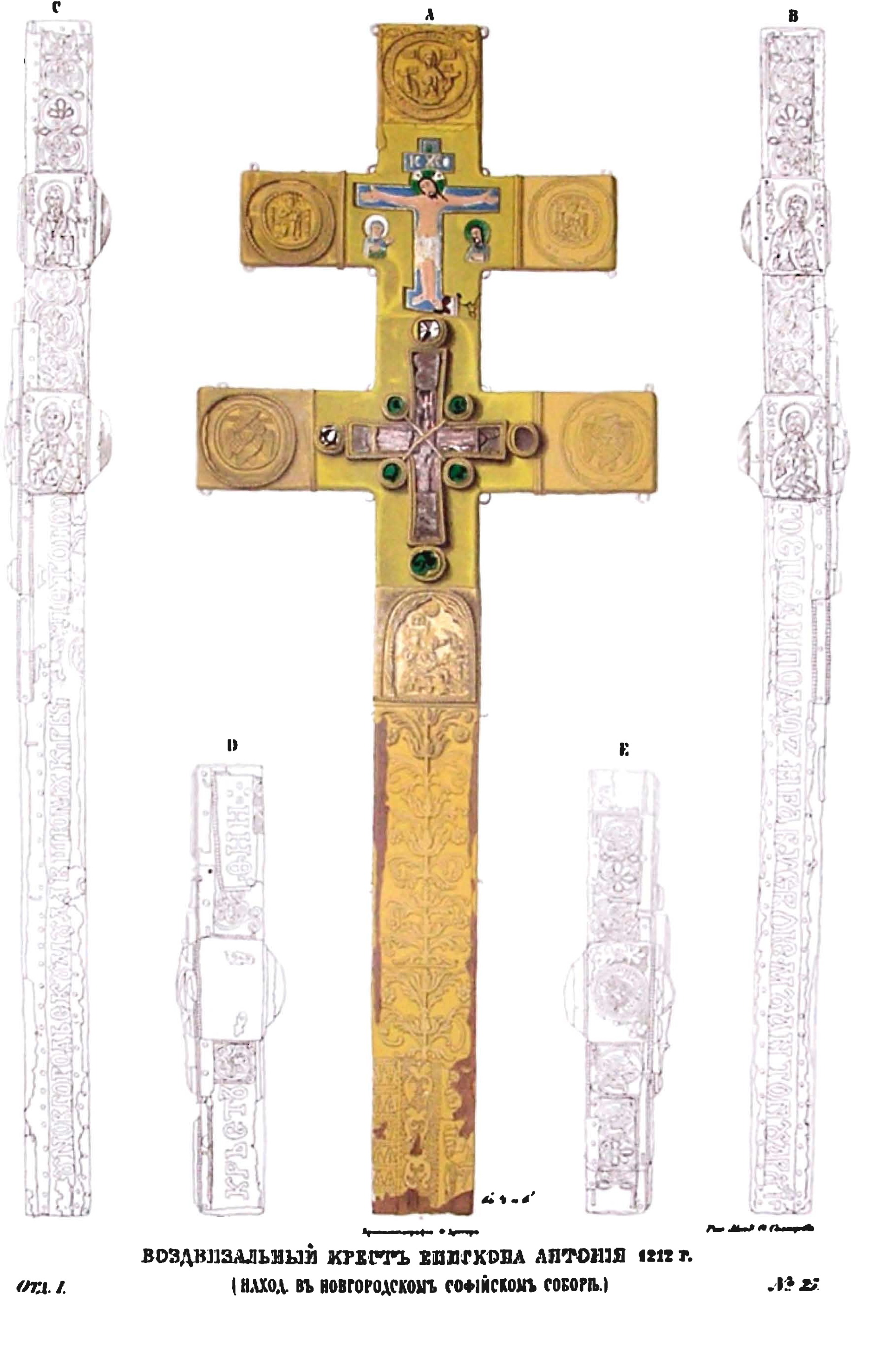
Воздвизальный крест епископа Антония, 1212 г.

Добрыня довольно лаконичен в своих описаниях святынь Константинополя (Царьграда), но стремится к полному перечислению всего, что видел. Среди прочего, он подробно рассказывает о чуде в Святой Софии, свидетелем которого ему довелось быть (21 мая 1200 года).
Чудо заключалось в следующем. В алтаре перед началом литургии три подвешенные к потолку золотые люстры внезапно вознеслись вверх («Духом Святым», по мнению наблюдателей), а затем медленно опустились на прежний уровень, причём горящее в них масло не угасло.
Описание чуда в «Книге Паломник» протокольно точное, с указанием года, числа, месяца, дня недели, церковного праздника; перечислены по именам и свидетели — бояре, возглавлявшие находившееся тогда в столице империи посольство великого князя Романа Мстиславича. Благодаря этому известию мы можем утверждать вполне определённо, что Добрыня Ядрейкович находился в Царьграде в мае 1200 года. Кроме того, косвенным образом мы получаем уникальные сведения о внешней политике Романа Мстиславича и о времени принятия им титула великого князя.
«Книга Паломник» содержит также интересные упоминания о дарах княгини Ольги.
Для историков культуры особенно важно, что русскому паломнику удалось увидеть и описать святыни Царьграда до разграбления его крестоносцами в 1204 году.
«Книга Паломник» сохранилась в девяти списках XVI—XVII веков, которые дают лишь гипотетическое представление об оригинальном тексте. Исследователи выделяют две редакции. Только во второй из них, очевидно — позднейшей, содержится краткая приписка о захвате и разграблении Царьграда. Крупнейший в XIX веке исследователь «Книги Паломник» X. М. Лопарёв предполагал, что приписка является авторской, и уже из этого своего предположения выводил, что было два хождения Добрыни Ядрейковича в Константинополь — одно до захвата его крестоносцами, а другое — после. Благодаря авторитету Лопарёва это предположение неоднократно воспроизводилось другими исследователями. Со временем к этой версии привыкли, и в настоящее время «второе путешествие» в Константинополь включают в биографию Добрыни Ядрейковича как достоверный факт.

## Почитание и канонизация

Мартириева паперть новгородского Софийского собора — место погребения святителя Антония

Местная канонизация святителя Антония вероятно произошла в 1439 году, когда было установлено празднование новгородским князьям и святителям, погребенным в Софийском соборе. День празднования Евфимий Новгородский установил на 10 февраля. Имя святителя Антония включено в «Описание о российских святых» конца XVII—XVIII веков. Местную канонизацию Антония подтвердило его включение в Собор Новгородских святых (празднование установлено 10 июля 1981 года).
Иконописные подлинники XVIII—XIX веков дают следующие указание по написанию икон святителя Антония: 
Брада руса, поуже Власиевой, в шапке и во амфоре [омофоре], Евангелие, ризы святительския.
По мнению В. Г. Пуцко к реликвиям, связанным с Антонием Новгородским, относятся поручи и Евангелие, хранившиеся в новгородском Хутынском монастыре, которые традиционно приписывали Варлааму Хутынскому.